# Wolnei Caio
Wolnei Caio (Roca Sales, 10 agosto 1968) è un allenatore di calcio ed ex calciatore brasiliano, di ruolo centrocampista.

## Caratteristiche tecniche
Giocava come centrocampista offensivo.

## Carriera

### Club
Nel 1989 debuttò con la Juventude nel Campionato Gaúcho, di cui diventò subito capocannoniere con dieci reti; nel 1990 tornò al Grêmio, con cui rimase fino al 1993, trasferendosi poi alla Portuguesa con cui raggiunse la finale del Campeonato Brasileiro Série A 1996, dopo una breve esperienza in Giappone con il Kashiwa Reysol. Nel 1999 giocò con il Botafogo per un breve periodo, prima di passare al Figueirense e al Guarani. Nel 2007 si è ritirato con la maglia dell'Esportivo di Bento Gonçalves.

## Palmarès

### Club

#### Competizioni nazionali
- Campionato Gaúcho: 2

Grêmio: 1990, 1993
- Campionato Mineiro: 2

Cruzeiro: 1997, 1998

#### Competizioni internazionali
- Coppa Libertadores: 1

Cruzeiro: 1997

### Individuale
- Capocannoniere del Campionato Gaúcho: 1

1989 (10 gol)